# Kovácshida
Kovácshida (horvátul: Kovačida) község Baranya vármegyében, a Siklósi járásban.

## Fekvése
Baranya vármegyében, Harkánytól délnyugatra, Drávaszerdahely mellett  fekvő település.

### Megközelítése
Legfontosabb közúti megközelítési útvonala a Harkány-Sellye-Darány közt húzódó 5804-es út, ezen érhető el mindhárom említett település irányából. Pécsről Harkányon át közelíthető meg a legegyszerűbben, az 58-as főúton, majd az 5717-es és az 5804-es úton.
A települést a hazai vasútvonalak közül a Középrigóc–Villány-vasútvonal érintette, melynek egy megállási pontja volt a falu területén, Kovácshida megállóhely, 2007 óta azonban szünetel a forgalom a vonalon.

## Története
Kovácshida nevét 1342-ben említették először az oklevelek Koachyda alakban írva. A 15. században a pécsi káptalan volt Kovácshida birtokosa. A 18. században a siklósi várúr vámszedőhelye volt. A török időkben is lakott hely maradt, lakói ekkor magyarok voltak, később néhány horvát család is letelepedett itt.

## Közélete

### Polgármesterei
- 1990–1994: Szalai János (független)[4]
- 1994–1998: Márta Ernő (független)[5]
- 1998–2002: Márta Ernő (független)[6]
- 2002–2006: Márta Ernő (független)[7]
- 2006–2010: Ábrahám Edit (független)[8]
- 2010–2014: Küzdő-Ábrahám Edit (független)[9]
- 2014–2016: Küzdő-Ábrahám Edit (független)[10]
- 2016–2019: Küzdő-Ábrahám Edit (független)[11]
- 2019–2024: Küzdő-Ábrahám Edit (független)[12]
- 2024– : Küzdő-Ábrahám Edit (Fidesz-KDNP)[1]

A településen 2016. december 11-én időközi polgármester-választást (és képviselő-testületi választást) tartottak, az előző képviselő-testület önfeloszlatása miatt. A választáson a hivatalban lévő polgármester is elindult, és meg is nyerte azt.

## Népesség
A település népességének változása:
| Lakosok száma | 283  | 275  | 272  | 256  | 237  | 233  | 233  | 222  |
|               | 2013 | 2014 | 2015 | 2019 | 2021 | 2022 | 2023 | 2024 |

A 2011-es népszámlálás során a lakosok 95,1%-a magyarnak, 8,2% cigánynak, 1,1% horvátnak mondta magát (4,9% nem nyilatkozott; a kettős identitások miatt a végösszeg nagyobb lehet 100%-nál). A vallási megoszlás a következő volt: római katolikus 47%, református 20,9%, evangélikus 2,2%, izraelita 0,4%, felekezeten kívüli 15,3% (10,4% nem nyilatkozott).
2022-ben a lakosság 95,7%-a vallotta magát magyarnak, 3% cigánynak, 0,9-0,9% németnek, horvátnak és románnak (4,3% nem nyilatkozott; a kettős identitások miatt a végösszeg nagyobb lehet 100%-nál). Vallásuk szerint 41,2% volt római katolikus, 14,6% református, 0,9% evangélikus, 0,9% görög katolikus, 3,9% egyéb keresztény, 0,4% egyéb katolikus, 15,9% felekezeten kívüli (21,9% nem válaszolt).

## Nevezetességei
- Kazettás mennyezetű református temploma - klasszicista stílusban épült.
- A református parókia épületében található a Baranyai Református Egyházmegye egyházművészeti kiállítása, melynek alapja Szigethy András lelkész gyűjteménye.

Közvetlenül a település mellett található a BCM Kovácshida Horgászegyesület tőzegbányászat következményeként visszamaradt három horgásztava:
- A Szödönyi-tó Archiválva 2018. október 13-i dátummal a Wayback Machine-ben
- Kertalja-tó Archiválva 2018. október 13-i dátummal a Wayback Machine-ben
- Új-tó. Archiválva 2018. október 13-i dátummal a Wayback Machine-ben

Mára mindhárom tavat birtokba vette a természet, változatos növényvilágukon kívül több védett vízimadárfajunk fészkelőhelyévé váltlak.